# RAW (magazine)
Pour les articles homonymes, voir RAW.

RAW est une revue américaine de bande dessinée dirigée par Art Spiegelman et Françoise Mouly et publiée en deux séries de 1980 à 1991.
Cette publication emblématique de la bande dessinée d'avant-garde fut le contrepoint plus intellectuel de Weirdo, revue de Robert Crumb, et le principal vecteur de diffusion aux États-Unis de la production européenne de l'époque. Sa très grande qualité, saluée dès l'époque, est aujourd'hui encore unanimement reconnue.

## Origine du projet
Art Spiegelman a souvent expliqué le cheminement qui l'a conduit à lancer le magazine avec Mouly  : après la disparition de Arcade, l'anthologie des comics underground qu'il éditait avec Bill Griffith et l'affaiblissement de la scène underground, il craignait la disparition pure et simple des comics pour adultes. Il s'était juré qu'il ne recommencerait pas l'aventure de publier ses pairs, à cause des tensions et des jalousies que cela avait occasionnées mais Mouly voulait justement tenter ce genre d'aventures : elle avait lancé sa petite maison d'édition Raw Books & Graphics en 1978 et pensait qu'un magazine mettant en valeur ses goûts littéraires et graphiques serait un medium plus efficace car, à cette époque, des magazines graphiques de grand format, Punk et New-Wave, comme Wet, étaient distribués par les libraires indépendants. Elle installa une presse dans leur loft du quatrième étage et s'essaya aux techniques d'impression.
Mouly et Spiegelman choisirent l'appellation « graphix magazine » pour RAW,  en espérant que cette approche nouvelles écarterait les préventions des lecteurs à propos des comics et les amènerait à s'intéresser aux travaux présentés avec un œil neuf.

## Publications
RAW mélangeait les auteurs américains (dont certains étudiants de Spiegelman à la School of Visual Arts)  et européens à d'autres contributeurs du monde entier (le duo argentin José Muñoz et Carlos Sampayo, le peintre congolais Cheri Samba, des japonais issus du magazine Garo. De nombreux numéros incluaient de  l'illustration, des textes illustrés, des essais; par exemple, RAW Volume 2 Numéro 2 comprenait l'un des premiers articles publiés sur l'artiste d'art brut Henry Darger, avec des reproductions de ses dessins et de son journal. Le magazine réimprimait aussi des œuvres du domaine public de dessinateurs et illustrateurs importants comme George Herriman, Gustave Doré, et Winsor McCay.
L'œuvre publiée la plus connue a été le roman graphique de Spiegelman, Maus.

### Numéros
Volume 1
1. (juillet 1980) - The Graphix Magazine of Postponed Suicides
2. (décembre 1980) - The Graphix Magazine for Damned Intellectuals
3. (juillet 1981) - The Graphix Magazine That Lost Its Faith in Nihilism
4. (mars 1982) - The Graphix Magazine for Your Bomb Shelter's Coffee Table
5. (mars 1983) - The Graphix Magazine of Abstract Depressionism
6. (mai 1984) - The Graphix Magazine That Overestimates the Taste of the American Public
7. (mai 1985) - The Torn-Again Graphix Magazine
8. (septembre 1986) - The Graphic Aspirin for War Fever

Volume 2
1. (1989) - Open Wounds from the Cutting Edge of Commix
2. (1990) - Required Reading for the Post-Literate
3. (1991) - High Culture for Lowbrows

### Œuvres importantes publiées dansRAW
- Maus par Art Spiegelman
- Ici (Here) par Richard McGuire

### RAW: tirés à part et livres
- Agony par Mark Beyer
- Big Baby par Charles Burns
- Hard-Boiled Defective Stories par Charles Burns
- X par Sue Coe
- Cheap Novelties : The Pleasures of Urban Decay par Ben Katchor
- Jack Survives par Jerry Moriarty
- Invasion of the Elvis Zombies par Gary Panter
- Jimbo par Gary Panter
- How to Commit Suicide in South Africa par Holly Metz et Sue Coe

### Contributeurs importants
- Lynda Barry
- Mark Beyer
- Charles Burns
- Sue Coe
- Robert Crumb
- Kim Deitch
- Julie Doucet
- Justin Green
- Bill Griffith
- Fletcher Hanks
- Kamagurka & Herr Seele
- Ben Katchor
- Kaz
- Krystine Kryttre
- Loustal
- Richard McGuire
- Lorenzo Mattotti
- Francis Masse
- Ever Meulen
- Jerry Moriarty
- Françoise Mouly
- José Muñoz
- Mark Newgarden
- Gary Panter
- Chéri Samba
- Robert Sikoryak
- Edward Sorel
- Art Spiegelman
- Joost Swarte
- Jacques Tardi
- Yoshiharu Tsuge
- Chris Ware

### Présence des francophones
- Raw v.1 n.1 (1980) : Alfred Jarry, Bruno Richard, Jacques Tardi, Bazooka, Françoise Mouly
- Raw v.1 n.2 (1980) : Caran d'Ache, Cathy Millet (pseudo de Christian Roux)
- Raw v.1 n.3 (1981) : Cathy Millet, Françoise Mouly
- Raw v.1 n.4 (1982) : Bruno Richard, Francis Masse, Jacques Tardi, Kiki Picasso
- Raw v.1 n.5 (1983) : Francis Masse, Pascal Doury, Jacques Tardi, Bruno Richard
- Raw v.1 n.6 (1984) : Marc Caro, Pascal Doury
- Raw v.1 n.7 (1985) : Francis Masse
- Raw v.1 n.8 (1986) : Bruno Richard, Marc Caro, Kiki Picasso, Théophile Alexandre Steinlen, Baru, Françoise Mouly
- Raw v.2 n.1 (1989) : Jacques Loustal & Marc Villard, Pascal Doury, Baru
- Raw v.2 n.2 (1990) : Jacques Tardi
- Raw v.2 n.3 (1991) : Francis Masse, Jacques Loustal, Marc Caro, Gustave Doré

### Documentation
- (en) John Clifton, « Bite Now, Suckers! », The Comics Journal, no 90,‎ juin 1984, p. 101-108.
- (en) Michael W. Hancock, « Raw », dans M. Keith Booker (dir.), Encyclopedia of Comic Books and Graphic Novels, Santa Barbara, Grenwood, 2010, xxii-xix-763 (ISBN 9780313357466), p. 502-504.
- (en) Bill Kartalopoulos, « A RAW History », Indy Magazine,‎ 2005 (lire en ligne).
- Patrick Gaumer, « RAW », dans Dictionnaire mondial de la BD, Larousse, 2010 (ISBN 978-2035843319), p. 711-712.